# Danh sách của WWE United States Champions
WWE United States Championship là một chức vô địch trong đấu vật ở Mỹ và thuộc WWE.

## Lịch sử

### Các tên
| Tên                                                               | Năm                  |
| ----------------------------------------------------------------- | -------------------- |
| NWA United States Heavyweight Championship (Mid-Atlantic version) | 1/1/1975 - 27/1/1981 |
| NWA United States Heavyweight Championship (Undisputed)           | 27/1/1981 - 1991     |
| WCW United States Heavyweight Championship                        | 1991 – 2001          |
| WCW United States Championship                                    | 2001                 |
| WWE United States Championship                                    | 2003- hiện tại       |